# Гамбургское Ваттовое море (национальный парк)
Национальный парк Гамбургское ваттовое море (нем. Hamburgisches Wattenmeer) расположен в 12,5 км от германского города Куксхафен в устье Эльбы, включает в себя территорию расположенных в Ваттовом море островов Нойверк, Шархёрн и Нигехёрн. Преимущественно это песчаное и смешанное мелководье с мелкими протоками.
По решению Гамбургского парламента 9 апреля 1990 года территория преобразована в национальный парк Гамбургские ватты. 5 апреля 2001 года закон был обновлён и территория национального парка расширилась. Общая площадь национального парка составляет 13 750 га.
На территории парка встречается 2 000 видов животных, из них 250 видов обитают только на засоленных лугах. Следует особо упомянуть обыкновенного и серого тюленей. Кроме того национальный парк — это территория отдыха и линьки морских птиц. Так пеганки питаются, к примеру, моллюсками, которых можно найти сотнями тысяч на мелководье. Популяция пеганки, насчитывающая ок. 180 тыс. особей, проводит время линьки между июлем и сентябрём на мелководье, охраняемом сразу тремя национальными парками. Обыкновенная гага также проводит здесь время линьки, ок. 1 000 пар обыкновенной гаги используют ватты Северного моря в качестве места гнездования. Большинство из них гнездятся на острове Амрум.
Одновременно мелководное море — это территория отдыха для насиживающих птиц северных стран, которые наедают здесь себе жировые запасы, необходимые для успешного выводка. Таким образом на всём мелководном море насчитывается примерно 10—12 млн. гусей, уток и чаек.
В области охраны птиц существует тесное сотрудничество с союзом Jordsand.
С 1992 года национальный парк является также биосферным резерватом, что значительно повысило его статус, т.к. согласно программе ЮНЕСКО «Man and biosphere» находится под международной охраной природы.